# Lucien Adam
Lucien Adam (Nancy, 30 maggio 1833 – Rennes, 29 novembre 1918) è stato un linguista francese.
Si occupò di lingue asiatiche e native americane, arrivando a pubblicare varie grammatiche comparative.

## Opere
- De l'harmonie des voyelles dans les langues ouralo-altaïques (1874)